# Брунфельсия
Брунфе́льсия, также брунфе́льзия (лат. Brunfelsia), реже — францисце́я (Franciscea) — род цветковых растений, относящийся к семейству Паслёновые (Solanaceae). Кустарники и небольшие деревья родом из тропических регионов Нового Света.

## Ботаническое описание
Большинство видов — кустарники 2—3 м высотой, некоторые — деревья до 10—12 м (брунфельсия американская, Brunfelsia jamaicensis, Brunfelsia lactea), иные — напротив небольшие, не более 1 м высотой (брунфельсия широколистная). Взрослые растения с развитым стержневым корнем, иногда разветвлённым. Как правило, голые растения, молодые листья и веточки и бутоны могут быть опушены.
Листья очерёдные, по всем ветвям или сгущенные у верхушки, иногда почти мутовчатые, на черешках не более 1 см длиной, часто почти сидячие. Листовая пластинка простая, цельная, плёнчатая до кожистой, у большинства видов от эллиптической до ланцетной или от обратнояйцевидной до обратноланцетной, редко лопатчатая, яйцевидная, линейная, 1—30 см длиной и 0,1—15 см шириной, часто сильно варьирующая в размере в пределах вида в зависимости от экологических условий. Окраска зелёная различной интенсивности (у Brunfelsia splendida почти чёрная), с нижней стороны более бледная, у некоторых видов молодые листья с фиолетовым оттенком.

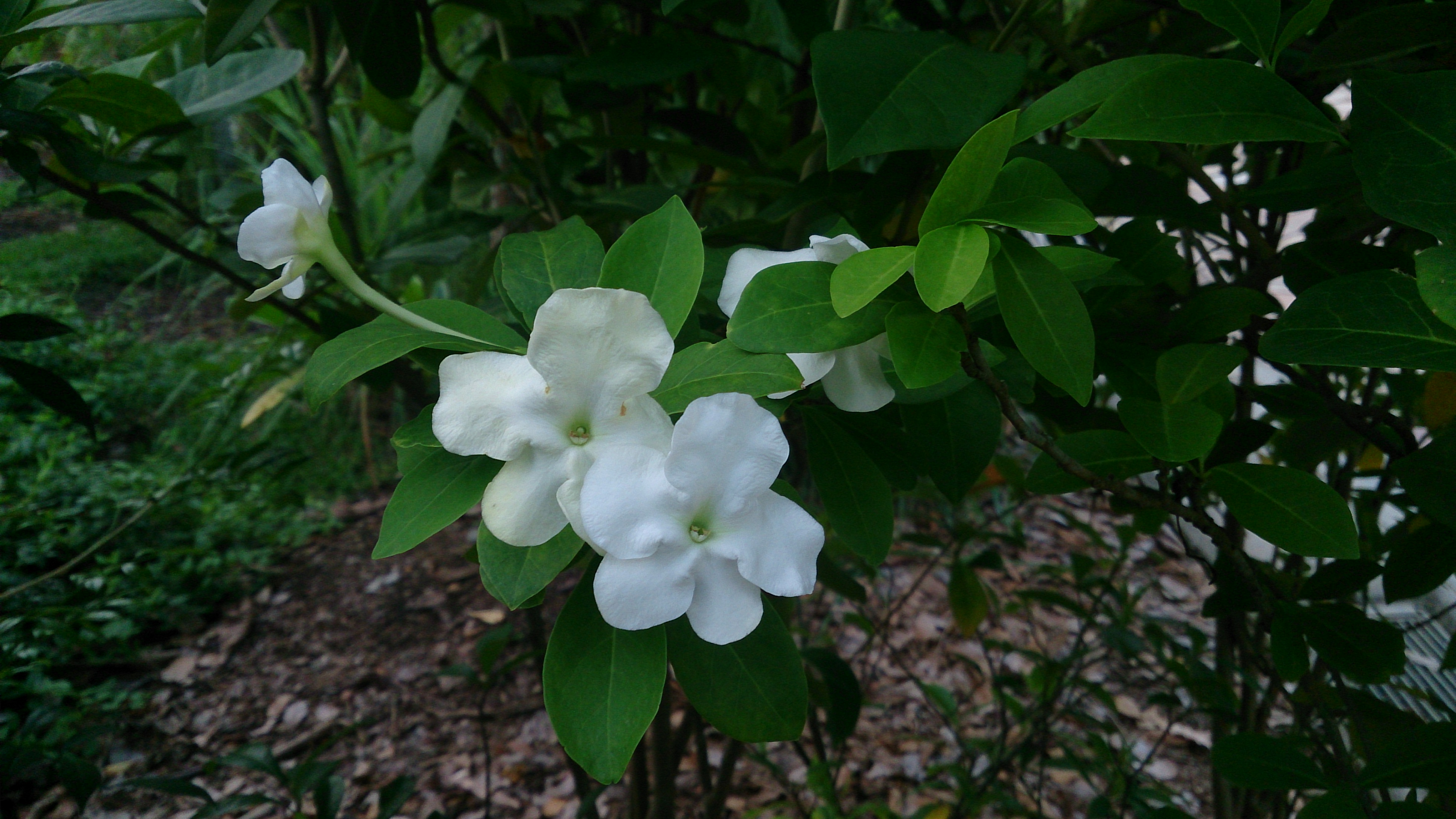
Брунфельсия американская

Соцветия верхушечные или пазушные, монохазиальные, обычно малоцветковые (у некоторых видов цветки одиночные), цветки часто почти сидячие (у Brunfelsia mire и Brunfelsia hydrangeiformis соцветия напоминают головки), только у Brunfelsia grandiflora и Brunfelsia brasiliensis на довольно длинных цветоножках. Цветки пятичленные, слабо зигоморфные, у ряда видов крупные, ароматные, распускающиеся ночью, у других видов более мелкие и не пахучие, цветущие днём. Чашечка актиноморфная или слабо зигоморфная, колокольчатая или трубчатая, 3—35 мм длиной, с пятью треугольными, ланцетными или яйцевидными лопастями, голая или с железистым или простым опушением, бледно-зелёная, желтоватая или сиреневатая. Окраска венчика у многих видов меняется в процессе цветения: сначала белая, затем жёлтая либо же сначала фиолетовая, затем выцветающая до белой, у некоторых мелкоцветковых видов постоянно зеленовато-белая. Тычинки в числе четырёх, в двух парах в верхней части венчика, чередуются с тремя верхними лепестками, с отогнутыми внутрь концами, две из них на протяжении почти всей длины приросшие к трубке венчика и свободные только на 2—5 мм, две другие могут выдаваться из трубки. Завязь яйцевидная или коническая, двугнёздная, иногда перегородка между гнёздами разрушается в процессе развития. Столбик пестика примерно равен трубке венчика.
Плод — коробочка, структура которой сильно различается у разных видов, тонкостенная и хрупкая до мясистой или деревянистой, яйцевидная или шаровидная, 1—5 см длиной. Поверхность гладкая или неровная, нередко сетчатая, зелёная, коричневая, жёлтая, оранжевая. Семена продолговатые до яйцевидных, части угловатые или сплюснутые, 2—13 мм длиной и 1—7 мм толщиной, красно-коричневого цвета.

## Значение
Ряд видов рода, в частности, Brunfelsia grandiflora и Brunfelsia uniflora, добавляются в традиционный галлюциногенный напиток аяуаска.
Брунфельсии обладают нейротоксичным действием, могут вызывать сильные отравления скота. Основное токсичное вещество — брунфельзамидин, производное пиррола и гуанидина.

## Ареал
Виды рода распространены в Вест-Индии и в Южной Америке. Наиболее широкий ареал у брунфельсии американской. Севернее Панамы брунфельсии в естественных условиях не встречаются. 11 видов — эндемики Кубы, 6 — Ямайки, 3 — Пуэрто-Рико, 1 — Гаити.

## Таксономия
Brunfelsia L. Species Plantarum 1: 191. 1753. nom. et orth. cons.; Brunsfelsia
Род назван в память Отто Брунфельса (1488—1534), немецкого монаха, который в 1521 году покинул картезианский монастырь и принял протестантство, затем решил заняться изучением ботаники и медицины, в 1530 году получил степень доктора медицины в Базельском университете.

### Синонимы
- Brunfelsiopsis (Urb.) Post & Kuntze, 1903
- Franciscea Pohl, 1826

### Виды
По информации базы данных The Plant List (2013), род включает 47 видов
.
- Brunfelsia acunae Hadač, 1970
- Brunfelsia amazonica C.V.Morton, 1949
- Brunfelsia americana L., 1753 typus[1] — Брунфельсия американская
- Brunfelsia australis Benth., 1846
- Brunfelsia bahiensis Benth., 1846
- Brunfelsia boliviana Plowman, 1981
- Brunfelsia bonodora (Vell.) J.F.Macbr., 1930
- Brunfelsia brasiliensis (Spreng.) L.B.Sm. & Downs, 1966
- Brunfelsia burchellii Plowman, 1981
- Brunfelsia cestroides A.Rich., 1850
- Brunfelsia chiricaspi Plowman, 1973
- Brunfelsia chocoensis Plowman, 1973
- Brunfelsia clandestina Plowman, 1981
- Brunfelsia clarensis Britton & P.Wilson, 1920
- Brunfelsia cuneifolia J.A.Schmidt, 1862
- Brunfelsia densifolia Krug & Urb., 1895
- Brunfelsia dwyeri D'Arcy, 1971
- Brunfelsia grandiflora D.Don, 1829 — Брунфельсия крупноцветковая
- Brunfelsia grisebachii Amshoff, 1956
- Brunfelsia guianensis Benth., 1846
- Brunfelsia hydrangeiformis (Pohl) Benth., 1846 — Брунфельсия крупнолистная
- Brunfelsia imatacana Plowman, 1981
- Brunfelsia jamaicensis (Benth.) Griseb., 1862
- Brunfelsia lactea Krug & Urb., 1895
- Brunfelsia latifolia (Pohl) Benth., 1846 — Брунфельсия широколистная
- Brunfelsia linearis Ekman ex Urb., 1925
- Brunfelsia macrocarpa Plowman, 1973
- Brunfelsia macroloba Urb., 1924
- Brunfelsia maliformis Urb., 1903
- Brunfelsia martiana Plowman, 1974
- Brunfelsia membranacea Urb., 1908
- Brunfelsia mire Monach., 1953
- Brunfelsia nitida Benth., 1846
- Brunfelsia obovata Benth., 1846
- Brunfelsia pauciflora (Cham. & Schltdl.) Benth., 1846 — Брунфельсия малоцветковая, или брунфельсия чашевидная, или брунфельсия чашечная, или брунфельсия чашечковидная
- Brunfelsia picardae Krug & Urb., 1895
- Brunfelsia pilosa Plowman, 1974
- Brunfelsia plicata Urb., 1909
- Brunfelsia pluriflora Urb., 1924
- Brunfelsia portoricensis Krug & Urb., 1895
- Brunfelsia purpurea Griseb., 1863
- Brunfelsia rupestris Plowman, 1981
- Brunfelsia shaferi Britton & P.Wilson, 1920
- Brunfelsia sinuata A.Rich., 1850
- Brunfelsia splendida Urb., 1908
- Brunfelsia undulata Sw., 1788
- Brunfelsia uniflora (Pohl) D.Don, 1829